# Theridion saanichum
Theridion saanichum är en spindelart som beskrevs av Chamberlin och Ivie 1947. Theridion saanichum ingår i släktet Theridion och familjen klotspindlar. Inga underarter finns listade i Catalogue of Life.